# Los Llanos del Bejuco
Los Llanos del Bejuco är en ort i Mexiko.   Den ligger i kommunen Lázaro Cárdenas och delstaten Michoacán de Ocampo, i den södra delen av landet, 400 km väster om huvudstaden Mexico City. Los Llanos del Bejuco ligger 37 meter över havet och antalet invånare är 200.
Terrängen runt Los Llanos del Bejuco är varierad. Havet är nära Los Llanos del Bejuco åt sydväst.  Närmaste större samhälle är Chuquiapan, 9,6 km väster om Los Llanos del Bejuco.